# Modern Library
Modern Library est une maison d'édition américaine, filiale de Random House. Elle a été fondée en 1917 par Albert Boni et Horace Liveright sous le nom de Boni & Liveright. Elle est rachetée en 1925 par Bennett Cerf et Donald Klopfer. Random House, créée en 1927 comme filiale devient maison-mère.

## Livres
Jusqu'en 1950 Modern Library publie des ouvrages reliés. À partir de cette date, il édite les Modern Library College Editions sous forme de livres de poche. En 2000, cette collection est renouvelée et contient la réédition d'ouvrages classiques. Elle a publié une série de listes aujourd'hui célèbres, dont celle des « 100 meilleurs romans anglophones du XXe siècle » (100 Best Novels).